# 월인석보 권23
월인석보 권23(月印釋譜 卷二十三)은 서울특별시 종로구에 있는, 세조 5년(1459)에 편찬한 불교대장경이다. 1983년 5월 7일 대한민국의 보물 제745-8호로 지정되었다.

## 개요
『월인석보』는『월인천강지곡』과『석보상절』을 합하여 세조 5년(1459)에 편찬한 불교대장경이다. 석보는 석가모니불의 년보 즉 그의 일대기라는 뜻이다. 조선 세종 28년(1446) 소헌왕후 심씨가 죽자 세종은 그의 명복을 빌기 위해 아들인 수양대군(후의 세조)에게 명하여 불교서적을 참고하여 한글로 번역하여 편찬한 것이 곧『석보상절』이다. 세종 29년(1447) 세종은『석보상절』을 읽고 각각 2구절에 따라 찬가를 지었는데 이것이 곧『월인천강지곡』이다.『월인석보』는 완질이 현재 전하지 않으므로 전권의 수량은 확인할 수 없다.
월인석보 권23(月印釋譜 卷二十三)은 세조 때 최초로 간행된 본으로, 1권 1책이다. 책의 크기는 가로 21.5㎝, 세로 31.2㎝이다. 이 권 23의 판본은 권머리와 뒷부분에 결실이 있어 현재 제16∼106장이 남아있고 판본 전체를 배접하여 수리하였다. 이 판본은『월인천강지곡』기(其) 497∼524까지 28수가 실려있고 여기에 해당하는『석보상절』의 내용을 해설부분으로 싣고 있다.

## 같이 보기
- 월인석보

## 참고 자료
- 월인석보 권23 - 국가유산청 국가유산포털